# تستسنووو
تستسنووو (به لهستانی:  Cecenowo) یک روستا در لهستان است که در گمینا گوووچتسه واقع شده‌است. تستسنووو ۴۲۶ نفر جمعیت دارد.